# 979 Ilsewa
979 Ilsewa, asteroid glavnog pojasa. Otkrio ga je Karl Wilhelm Reinmuth, 29. lipnja 1922.

## Vanjske poveznice
- Minor Planet Center